# Interblock Ljubljana
NK Interblock is een Sloveense voetbalclub uit de hoofdstad Ljubljana.

## Geschiedenis
De club werd in 1975 opgericht als NK Factor en speelde lange tijd in de lagere klassen. In 2004 werd de club kampioen in de derde klasse, twee jaar later werd ook de titel in de tweede klasse behaald. Zo speelde NK Factor in het seizoen 2006/07 voor het eerst op het hoogste niveau en was het na de ondergang van de legendarische club Olimpija Ljubljana het enige clubteam uit de hoofdstad die op dit niveau uitkwam. In 2007 werd de naam veranderd naar Interblock. In de UEFA-toernooien werd onder de naam NK IB Ljubljana gespeeld omdat de UEFA sponsorclubnamen niet toestond. In 2010 degradeerde Interblock naar de 2. slovenska nogometna liga.
In 2012 werd de club opgeheven maar voor het seizoen 2015/16 weer opnieuw opgericht.

## Erelijst
- Beker van Slovenië

2008, 2009
- Sloveense Supercup

2008
- 2. slovenska nogometna liga

2006

## Interblock Ljubljana in Europa
- Q = voorronde
- PUC = punten UEFA coëfficiënten

Uitslagen vanuit gezichtspunt Interblock
| Seizoen | Competitie    | Ronde | Land                | Club              | Totaalscore | 1e W    | 2e W    | PUC |
| ------- | ------------- | ----- | ------------------- | ----------------- | ----------- | ------- | ------- | --- |
| 2008/09 | UEFA Cup      | 1Q    | Vlag van Montenegro | FK Zeta           | 2-1         | 1-1 (U) | 1-0 (T) | 1.5 |
|         |               | 2Q    | Vlag van Duitsland  | Hertha BSC        | 0-3         | 0-2 (T) | 0-1 (U) | 1.5 |
| 2009/10 | Europa League | 3Q    | Vlag van Oekraïne   | Metaloerh Donetsk | 0-5         | 0-2 (U) | 0-3 (T) | 0.0 |

Totaal aantal punten voor UEFA coëfficiënten: 1.5

## Trainer-coaches
- Dragan Skočić (2007–2008)
- Alberto Bigon (2008)
- Igor Benedejčič (2008–2010)
- Zdenko Verdenik (2010–2011)